# أرتي باتلر
أرتي باتلر (بالإنجليزية: Artie Butler)‏ هو عازف بيانو وكاتب أغاني أمريكي، ولد في 2 ديسمبر 1942 في بروكلين في الولايات المتحدة.

## وصلات خارجية
- الموقع الرسمي
- أرتي باتلر على موقع IMDb (الإنجليزية)
- أرتي باتلر على موقع ميوزك برينز (الإنجليزية)
- أرتي باتلر على موقع قاعدة بيانات برودواي على الإنترنت (الإنجليزية)
- أرتي باتلر على موقع أول ميوزيك (الإنجليزية)
- أرتي باتلر على موقع ديسكوغز (الإنجليزية)
- أرتي باتلر على موقع قاعدة بيانات الفيلم (الإنجليزية)